# آلفاویل (فیلم)
آلفاویل: یک ماجرای عجیب لمی کوشن (به فرانسوی: Alphaville: Une étrange aventure de Lemmy Caution) نام یک فیلم سیاه و سفید فرانسوی محصول ۱۹۶۵ به کارگردانی ژان لوک گدار است. در این فیلم آینده‌نگر، ستارگانی همچون ادی کنستانتین، آنا کارینا، هوارد ورنون، آکیم تامیروف نقش‌آفرینی کرده‌اند. آلفاویل برنده جایزه خرس طلایی پانزدهمین دوره جشنواره فیلم برلین در سال ۱۹۶۵ شد.
آلفاویل یکی از بهترین فیلم‌های دوره نخست فعالیت هنری گدار و نوعی داستان مصور سینمایی به‌شمار می‌رود. این فیلم سرشار از نشانه‌های پاپ‌آرت همراه با هجو سنت‌های افسانه-علمی است.

## داستان فیلم
لمی کوشن (کنستانتین)، در پوشش خبرنگار روزنامه فیگارو پراودا به شهر اسرارآمیز آلفاویل که پروفسوری دیوانه (ورنون) با کمک کامپیوترهایش آن را می‌گرداند، نفوذ می‌کند تا او را ربوده و بکشد.
دانش نبردافرار درپسند هر دو (مرد و ماشین) است که آن دیگری بی بهره از آنست. لمی بزودی در می‌یابد که آلفا۶۰ می‌کوشد که اندیشه خرد بنیان را گسترش دهد ولی ناتوان از دریافت حسهاست؛ و چنین است که او می‌کوشد تا با زبانی پرشور از شیفتگی و شیدایی سخن گوید تا آلفا-۶۰ را سرگردان دارد. گدار که بیش از هر کارگردان دیگر به اندیشمندی نامی است در این فیلم به پدیدهٔ پاپ آرت Pop Art در دههٔ ۱۹۶۰ از یکسو و به پدیدهٔ داستان‌های کتاب جیبی pulp fiction از سوی دیگر پرس‌وجویی دارد.
لمی در می‌یابد که یکی از یارانش در ستیز با آلفا، دختر پروفسور ون براون، در زیر بالش خود کتابی دارد. این کتاب شعر «پایتخت اندوه» Capitale de La Douleur از پل الوار شاعر سورئالیست است. گدار تماشاگر خود را زیرکانه می‌خواند تا در لایهٔ ژرفتری از اندیشار و در چارچوبی فراشدا (سورئال) به فیلم او بنگرد و این پرسش پیچیدهٔ گدار در شعری از الوار پنهان است که لمی آن را برای ناتاشا می‌خواند. «و به بهانهٔ آنکه دوستت دارم همه چیز در جنبش است؛ و برای زیستن تنها باید پیشرفت، باید رفت. در راستایی در پیش به سوی آنچه که تو دوست داری. من بسوی تو می‌رفتم. من برای همیشه بسوی روشنایی می‌رفتم" و پاسخ این پیچیدگی در بخشی از شعر الوار ست که ناتاشا برای لمی می‌خواند:" ما در خلاء دگردیسی خویش می‌زییم. اما آن پژواک که پخش می‌شود در همهٔ روز، آن پژواک در ماورای هنگام و نیاز و نوازش به تکرار می‌پرسد: آیا ما نزدیک شده‌ایم یا که هنوز بسی دوریم از آگاهی مان"

## بازیگران
- ادی کنستانتین در نقش لمی کوشن
- آنا کارینا در نقش ناتاشا ون براون
- آکیم تامیروف در نقش هنری دیکسون
- کریستا لانگ در نقش اغواگر اول طبقهٔ سوم
- والری بوئیسگل در نقش اغواگر دوم طبقهٔ سوم
- ژان لویی کومولی در نقش پروفسور جکل
- میشل دلاهایی در نقش دستیار پروفسور ون براون
- ژان آندره فیشکی در نقش پروفسور هکل
- ژان-پیر لئو در نقش پیش‌خدمت صبحانه
- لاسلو سابو در نقش مهندس ارشد
- هوارد ورنون در نقش پروفسور ون براون/لئونارد نوسفراتو